# Обыкновенная костянка
Обыкновенная костянка, или костянка-камнелаз (лат. Lithobius forficatus), — обыкновенный европейский вид многоножек из семейства Lithobiidae.

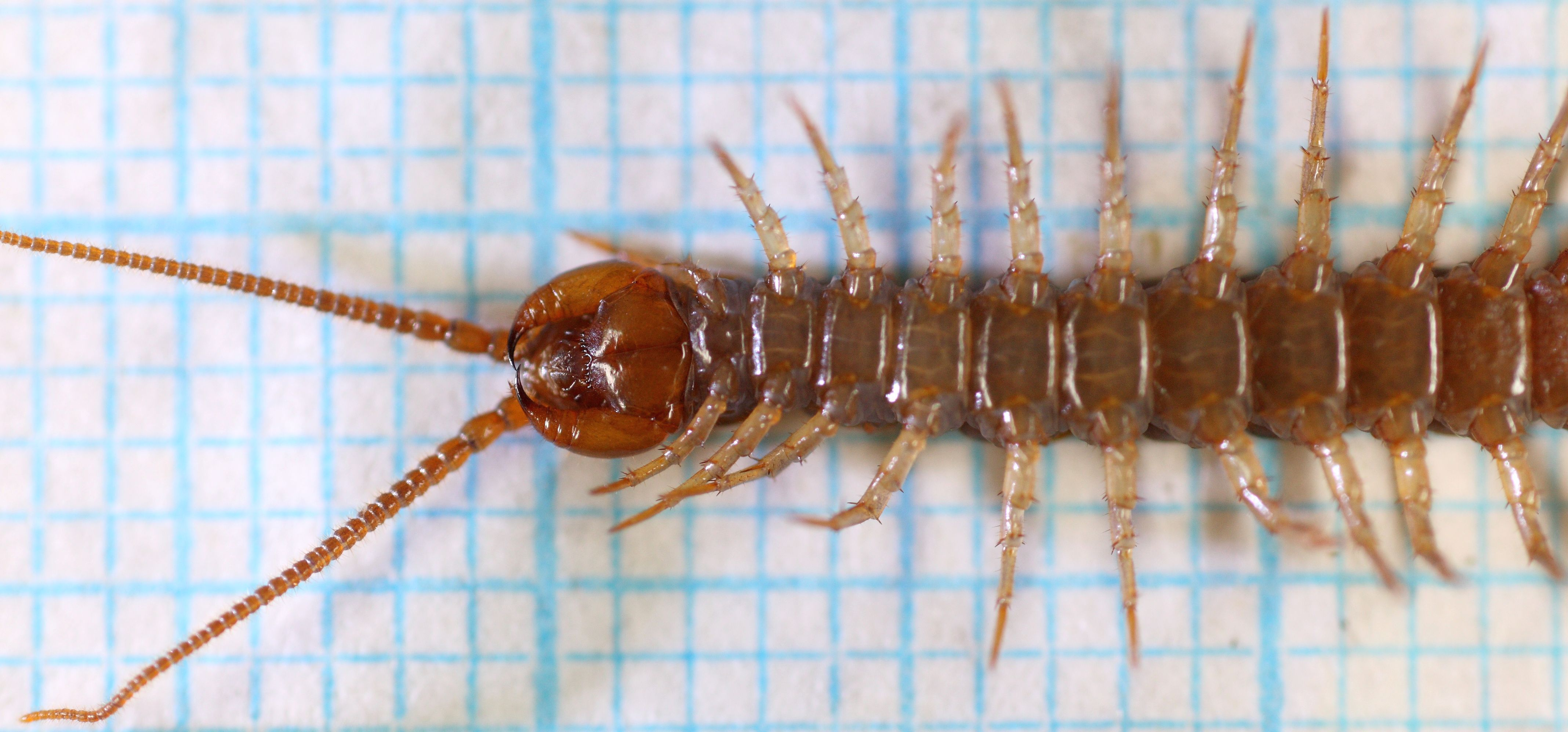
Передний отдел костянки с нижней стороны

## Распространение и место обитания
Широко распространена в лесах Европы и встречается даже в городах под фундаментом домов. Днём она прячется в укрытии, например, в лесной подстилке или гнилой древесине, а ночью выходит на поверхность почвы на охоту.

## Описание
В размерах этот вид достигает от 18 до 30 мм в длину и чуть больше 4 мм в ширину. Обычно тёмно-коричневые, но бывают ржавого цвета. Поскольку у костянки тело сплюснутое в спинно-брюшном направлении, она может проникать в тесные пространства. У костянки насчитывается 35—49 сегментов тела. Имеет широкие членики тела, 15 пар крепких ног и длинные усики. Глаза расположены по бокам.

## Питание
В основном питается насекомыми, пауками, но может и червями и ногохвостками. Костянка активна при довольно низкой температуре, что даёт ей возможность охотиться на больших насекомых, которые в это время неподвижны, например, на больших гусениц ранней весной, летом она с такой добычей не справилась бы.

## Размножение
Самка откладывает яйца кучками в почву. Отложив яйца, самка начинает охранять кладку до вылупления молодняка, обвившись вокруг кладки. Самка не даёт кладке высохнуть, выделяя слизь, которая покрывает яйца. Когда детёныши вылупляются из яйца, самка их сразу не покидает, первое время она их охраняет.